# Territori de les Comores
El Territori de les Comores fou una entitat colonial francesa que es va crear el 27 d'octubre de 1946 amb el districte de les Comores (de Madagascar), que per decret de 25 de juliol de 1912 (fet efectiu el 23 de febrer de 1914) havia quedat integrat a la colònia de Madagascar i com a part d'aquesta havia estat sota ocupació temporal britànica del setembre de 1942 al 13 d'octubre de 1946. Del 23 d'octubre de 1946 al 27 d'octubre de 1946 les illes Comores van constituir encara formalment un districte de la colònia de Madagascar. El 17 d'octubre les illes Comores van esdevenir un territori d'Ultramar de França, en aquest cas un territori de nova creació a diferència de altres colònies franceses, que canviaven el seu títol de colònia ja existent a territori.

## Història

### Territori d'Ultramar
Com a part de Madagascar a les illes es van desenvolupar algunes societats, destacant la Société Coloniale de Bambao (que es va iniciar agafant les terres del sultà d'Anjuan) la qual s'unira a la societat d'Humblot el 1938. Aquestes societats van acaparar la majoria dels terrenys fèrtils de les illes i es dedicaven als cultius d'exportació, l'augment progressiu de la població va posar el problema de l'accés a la terra pels natius i de l'alimentació dels insulars. Durant tot el període colonial les illes van aportar a França soldats i marins i van exportar imams cap a Zanzíbar; no obstant la societat tradicional amb les seves jerarquies complexes, el seu dret particular, la seva religió etc. es van mantenir; els grups principals eren els notables, els caps religiosos, els responsables de l'administració i els empleats de les gran societats, a vegades units a vegades enfrontats.
El 1915 a Oichili la població es va revoltar contra el cap de cantó, que era un malgaix. A Mboudé es van revoltar en protesta pels impostos. El 1923 les illes van ser afectades severament per la famosa grip espanyola; en aquest mateix any es va crear un lloc d'administració superior per les Comores a Dzaoudzi (Mayotte). El 1926 el primer metge comorià, Said Mohamed, va sortir de l'escola de Tananarive.
El govern de Madagascar i, per tant, de les Comores va quedar lleial al govern de Vichy; però aquest govern fou enderrocat pels britànics el 25 de setembre de 1942; Madagascar i (poc després) les quatre illes Comores van quedar ocupades per forces britàniques, que van administrar la colònia en nom de la França Lliure. El 1944 va aterrar per primer cop a les illes un avió. El 1945 es van celebrar eleccions (amb sufragi universal directe) per l'elecció de diputats a l'Assemblea Constituent francesa, resultant elegit Said Mohamed Cheikh.
El 13 d'octubre de 1946 Madagascar amb Comores foren retornades formalment a França i el 27 d'octubre les illes van quedar separades del govern de Madagascar i es va formar el Territori (d'Ultramar) de les Comores. Van gaudir d'un estatut evolutiu comportant un consell general de 24 membres elegits, dotat progressivament de poders deliberatius sobre afers no polítics. El 1947 es va establir la representació de les Comores a la nova Assemblea Nacional francesa. El 1950 es va obrir la primera escola a Moroni que esdevindrà el primer liceu de les illes. A començaments dels anys 1950 es va iniciar també una prudent reforma agrària. El 1953 el general Charles De Gaulle va visitar les illes. El 1954 es va inaugurar el hospital El Marouf (del nom d'un cap religiós local).
El 1956 la llei quadre o llei Deferre va introduir una major autonomia unificant el Col·legi Electoral i un consell de govern que es va instal·lar a Dzaoudzi (Mayotte), lloc tradicional de residència de l'autoritat colonial, però l'Assemblea va establir la seu a Moroni (Gran Comora). El 1957 es va formar el primer consell de govern. En el referèndum de 28 de setembre de 1958 les Comores van optar pel manteniment de l'arxipèlag dins de la Comunitat Francesa. El 1959 es va reorganitzar el cicle escolat amb la creació de cursos mitjans de primer i segon any (CM1 i CM2). El 1959 l'illa de la Gran Comora (Ngazidja) fou devastada per un cicló.

### Autonomia
La llei de 22 de desembre de 1961 va organitzar l'autonomia interna de les Comores on l'Assemblea Nacional tindria en endavant jurisdicció sobre tots els afers excepte Defensa, Afers Exteriors i Justícia. La política local es va dividir inicialment entre el partit Blanc (format pels grans comerciants i la seva clientela) dirigits per Said Ibrahim, i el partit Verd (els funcionaris) dirigits per Said Mohamed Cheikh, diputat a l'Assemblea Nacional Francesa de 1947 a 1961 i des de llavors president del Consell de Govern. Les dues formacions es van entendre i es van repartir les responsabilitats polítiques però les rivalitats entre illes van fer fracassar el sistema. Els notables de Mayotte havien fundat el 1957 el Mouvement Mahorais (Moviment Mahorès), que va esdevenir molt popular el 1966 quan el govern de Saïd Mohamed Cheikh va decidir transferir la capital del territori de Dzaoudzi a Moroni. El 1963 es va fundat el Mouvement de Libération des Comores, amb base a Dar-es-Salaam, reclamant la independència per l'arxipèlag. Aquesta reivindicació fou després agafada per altres moviments polítics. El 1963 el president del Consell de Govern Said Mohamed Cheikh va reclamar al general de Gaulle la creació de «l'estat Comorià». El 1964 la revolució de Zanzíbar que va enderrocar al sultà, va suposar la repatriació dels comorians residents a l'illa.
El 1968 la primera gran vaga d'estudiants a Moroni fou reprimida de manera violenta i va fer créixer el sentiment independentista. Poc després es va crear la primera bandera de les illes Comores. Said Mohamed Cheikh, president del consell de govern i líder del conservador partit Union Démocratique des Comores (o Partit Verd) va morir el 1970, i el va succeir Said Ibrahim Ben Ali (del Rassemblement Démocratique des Peuples Comoriens, o Partit Blanc, menys conservador que la UDC) que el 1971 va intentar una reconciliació amb els mahoresos (o maoresos, és a dir habitants de Mayotte) però la situació política es va anar degradant i Said Ibrahim fou destituït per una moció de censura; el va substituir Said Mohamed Jaffar del Rassemblement Démocratique des Peuples Comoriens, però als pocs mesos va arribar al govern Ahmed Abdallah Abderemane de l'UDC, nomenat amb l'encàrrec d'aconseguir la independència.
El 1974 es va inaugurar el Aeroport Internacional Moroni Hahaya (actual Aeroport Prince Said lbrahim). El 14 de novembre de 1974 ers va signar un acord amb la metròpoli que preveia un referèndum a celebrar el 22 de desembre sobre la independència. El referèndum es va celebrar amb forta participació electoral i el 95% dels votants es van decantar per la independència excepte a Mayotte on un 65% va optar per restar dins França. La situació era delicada però finalment els francesos van decidir comptar els vots illa per illa i no pel conjunt, com s'havia previst inicialment. Això va portar a un conflicte que es va resoldre el 6 de juliol de 1975 quan en una sessió extraordinària de la Cambra de Diputats de les Comores, el president Ahmed Abdallah va proclamar unilateralment la independència i va assolir el càrrec de president; aquesta decisió suposava de facto la separació de Mayotte.

## Governants

### Administradors-superiors
- 1946 - 1948 Eugène Alain Charles Louis Alaniou
- 1948 - 1950 Roger Marie Adolphe Emmanuel Rémy (interí)
- 1950 - 1956 Pierre Léonard Alphonse Coudert
- 1956 - 1959 Georges Victor Maurice Arnaud (interí fins l'11 de febrer de 1958)
- 1959 - 1960 Georges Gabriel Joseph Savignac (interí)
- 1960 - 1962 Louis Joseph Édouard Saget

### Alts Comissionats
- 1962 Louis Joseph Édouard Saget
- 1962 - 1963 Yves de Daruvar
- 1963 - 1966 Henri Joseph Marie Bernard
- 1966 - 1969 Antoine Padoua Colombani
- 1969 - 1973 Jacques Mouradian
- 1973 - 1974 Georges Poulet
- 1974 - 1975 Henri Charles Beaux